# Ка Гамба (Венеција)
Ка Гамба (итал. Ca' Gamba) је насеље у Италији у округу Венеција, региону Венето.
Према процени из 2011. у насељу је живело 23 становника. Насеље се налази на надморској висини од -1 м.